# Памятник Елене Павловне «На острову»
Памятник Елене Павловне «На острову» в Павловском парке — утраченный памятник архитектуры.

## Описание
Представлял собой стоящую на цоколе мраморную призму (из олонецкого мрамора), на одной из сторон которых было сделано филенчатое углубление с мраморной доской и надписью медными вызолоченными буквами «Сентябрь 12 дня 1803 года». Над призмой стояла тёмно-красная порфировая ваза, на которой сидели бронзовые птицы. 
На противоположной стороне был размещён барельеф работы И. П. Мартоса: гений смерти с венком из роз (символом супружеского счастья) в правой руке и опрокинутым факелом (символом смерти) в левой. Опущенная рука, склонённая голова и абрис крыльев гения повторялись в округлом очертании верхней части углубления. Надпись на барельефе гласит «Иван Петрович Мартос из Ични делал 1806 год». Мастер считал этот памятник одним из лучших своих произведений.

## История
Памятник был установлен по распоряжению вдовствующей императрицы Марии Фёдоровны в 1806 году на «острове под флагом» — островке на реке Славянке ниже Мариентальской запруды, на котором стоял флагшток с флагом, который поднимали в то время, когда владельцы Павловска посещали имение. Елена Павловна, которой посвящён памятник — дочь Павла I, умершая в 18 лет 12 (24) сентября 1803 года, через четыре года после замужества.
После 1917 года с чаши исчезли бронзовые птицы.
При гитлеровской оккупации была разрушена система плотин, течение Славянки изменилось, остров под флагом был подмыт, и в 1948 году памятник разобрали. Барельеф в 1944 году был снят для реставрации и помещён в музейную коллекцию, выставляется в Оркестровой комнате вместе другой разобранной работой Мартоса — памятником Александре Павловне, второй дочери Павла, также рано умершей в замужестве за рубежом.

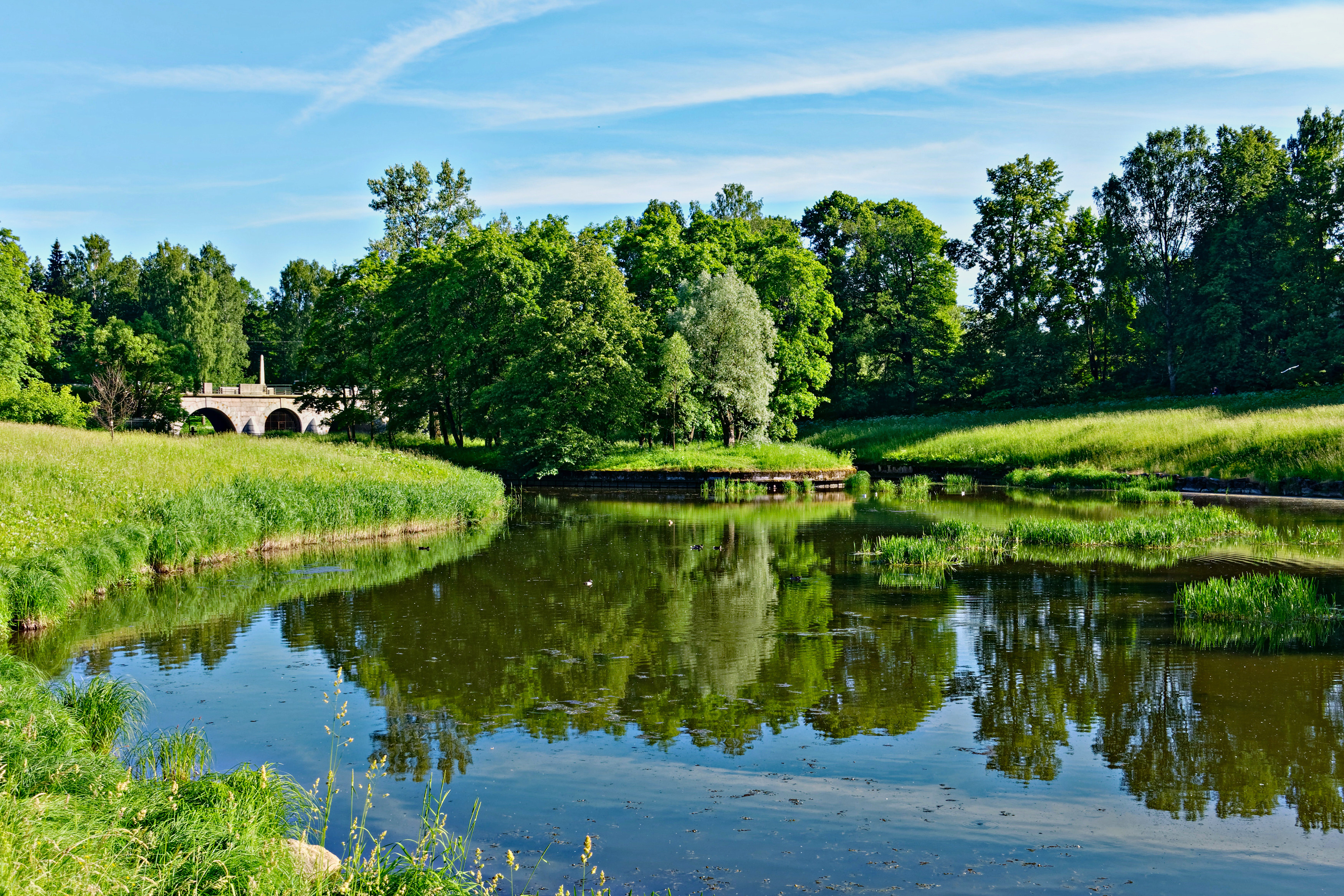
Остров, на котором находился памятник Великой княжне Елене Павловне
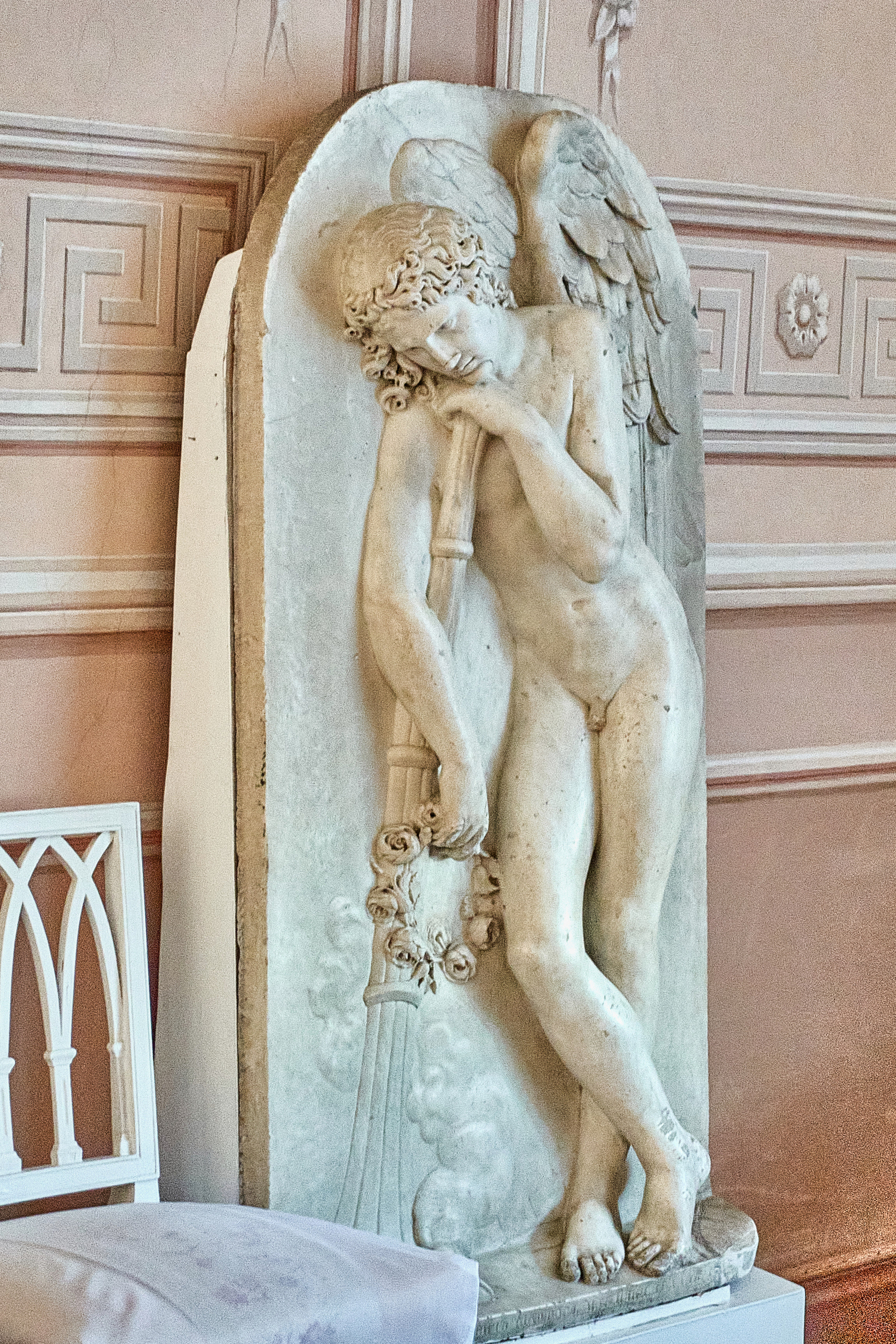
Плита Мартоса в экспозиции дворца, наши дни
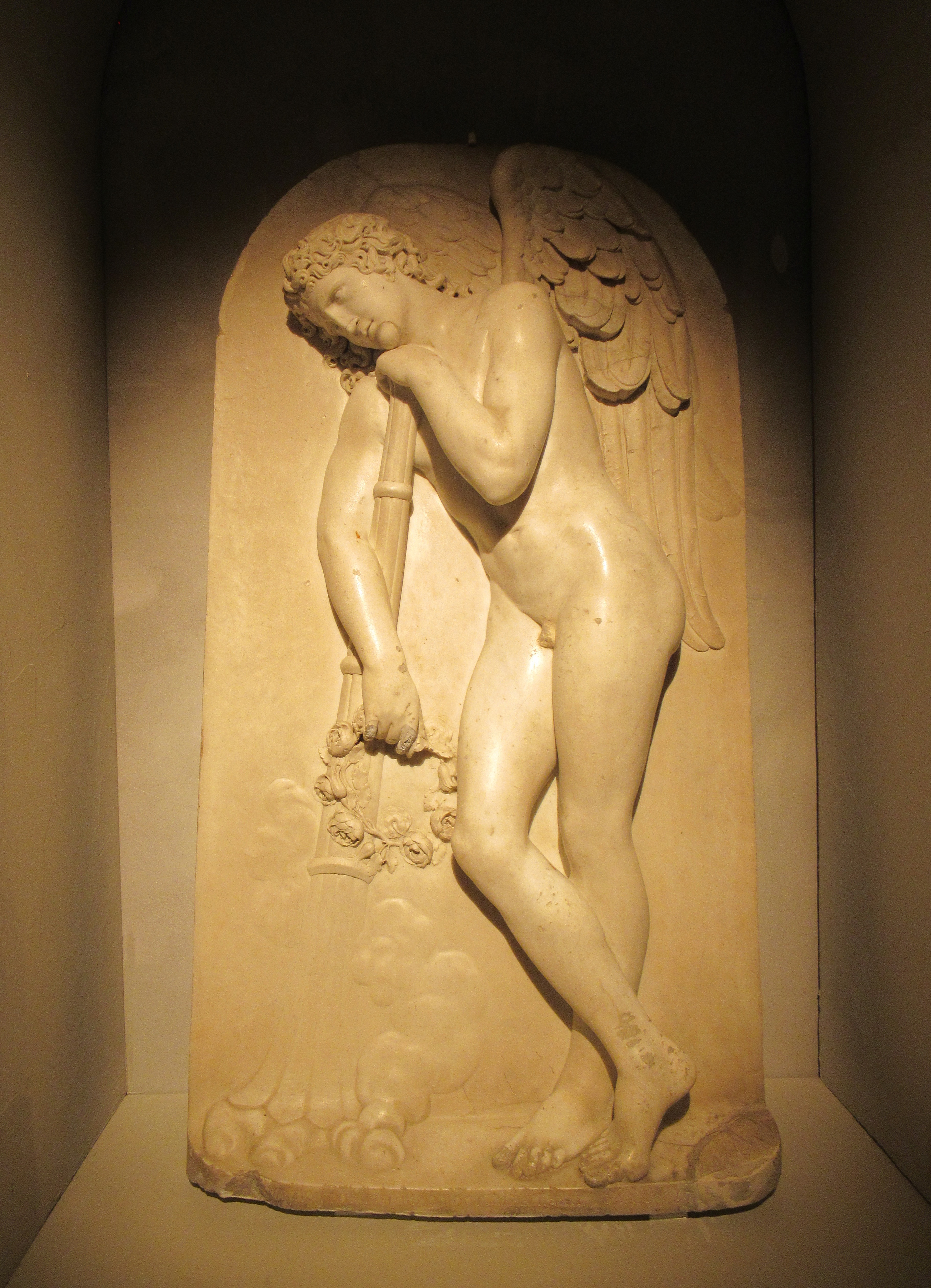